# O Sang-hon
O Sang-hon († 2014) war ein nordkoreanischer Politiker. 

## Wirken
Er war Mitglied des Politbüros der Partei der Arbeit Koreas und stellvertretender Minister für öffentliche Sicherheit. Dabei arbeitete er eng mit dem im Dezember 2013 hingerichteten Jang Song-thaek zusammen. Im Rahmen einer von Kim Jong-un durchgeführten Säuberungswelle wurde er 2014 gemeinsam mit Jangs älterer Schwester Jang Kye-sun sowie deren Ehemann, dem Botschafter in Kuba Jon Yong-jin, zur Todesstrafe verurteilt. Nach unbestätigten Angaben der Zeitung  Chosun Ilbo wurde er mit einem Flammenwerfer hingerichtet.